# Sergio Gori
Sergio Gori, detto Bobo (Milano, 24 febbraio 1946 – Sesto San Giovanni, 5 aprile 2023), è stato un calciatore italiano, di ruolo centrocampista o attaccante.
È stato uno dei sei calciatori italiani (insieme a Giovanni Ferrari, Filippo Cavalli, Pierino Fanna, Aldo Serena e Attilio Lombardo) ad aver vinto il campionato italiano con tre società differenti: nel suo caso con Inter, Cagliari e Juventus.

## Caratteristiche tecniche
Attaccante brevilineo, nominalmente centravanti e con il numero nove sulle spalle – ma che in realtà agiva da falso nueve, ruolo mutuato dal calcio totale all'epoca in ascesa nel continente –, durante gli anni a Cagliari è stato spesso definito "spalla ideale" dell'ala sinistra Riva, vero fulcro del gioco offensivo della squadra rossoblù. Cosiddetto attaccante di manovra, univa qualità e quantità alla corsa e alla dedizione; su questo disse, riferito a quel Cagliari scudettato, che «non fosse sacrificio, ma un connubio di caratteristiche perfetto per quel gruppo».

## Carriera

### Giocatore

#### Club

##### Inter e L.R. Vicenza
Esordì in giovane età nella Grande Inter degli anni 60, con cui mise a referto 10 presenze tra il 1964 e il 1966, vincendo seppur da riserva i suoi due primi scudetti. Venne quindi mandato a fare esperienza in provincia, nel L.R. Vicenza, nell'ambito dell'affare che portò il capocannoniere del precedente campionato, Luís Vinício, in nerazzurro. Nelle due stagioni in Veneto segnò 16 reti, equamente divise (in entrambe le occasioni, migliore marcatore della squadra), in 56 partite di Serie A, contribuendo alle salvezze biancorosse.
Rientrato a Milano nel 1968, ebbe tempo di giocare 14 partite finché nell'estate del 1969 finì nella maxi operazione di calciomercato che portò lui, Angelo Domenghini e Cesare Poli al Cagliari, in cambio dell'attaccante Roberto Boninsegna più un conguaglio di 220 milioni di lire.

##### Cagliari

Gori al Cagliari, assieme al compagno di reparto Gigi Riva, tra gli anni 60 e 70

In Sardegna Gori fu il centravanti titolare, seppur di fatto spalla perfetta del leader Gigi Riva in attacco. Giocò tutte e 30 le partite del campionato 1969-1970 e andò a segno 6 volte: tra queste ci fu il gol del 2-0 che chiuse definitivamente la partita allo stadio Amsicora contro il Bari, consegnando il primo e fino ad ora unico titolo di campione d'Italia ai rossoblù. Nella stessa annata scese in campo anche tutte le gare disputate dai sardi in Coppa delle Fiere, andando a segno contro l'Arīs Salonicco nell'accesa partita disputata all'Amsicora e terminata anticipatamente per rissa.
Rimase di fatto fino al termine di quell'epopea cagliaritana, assurgendo anche a migliore marcatore della squadra nella sua ultima stagione, 1974-1975, nel quale andò per la prima volta in doppia cifra anche per via di un serio infortunio che estromise Riva.

##### Juventus, ultimi anni

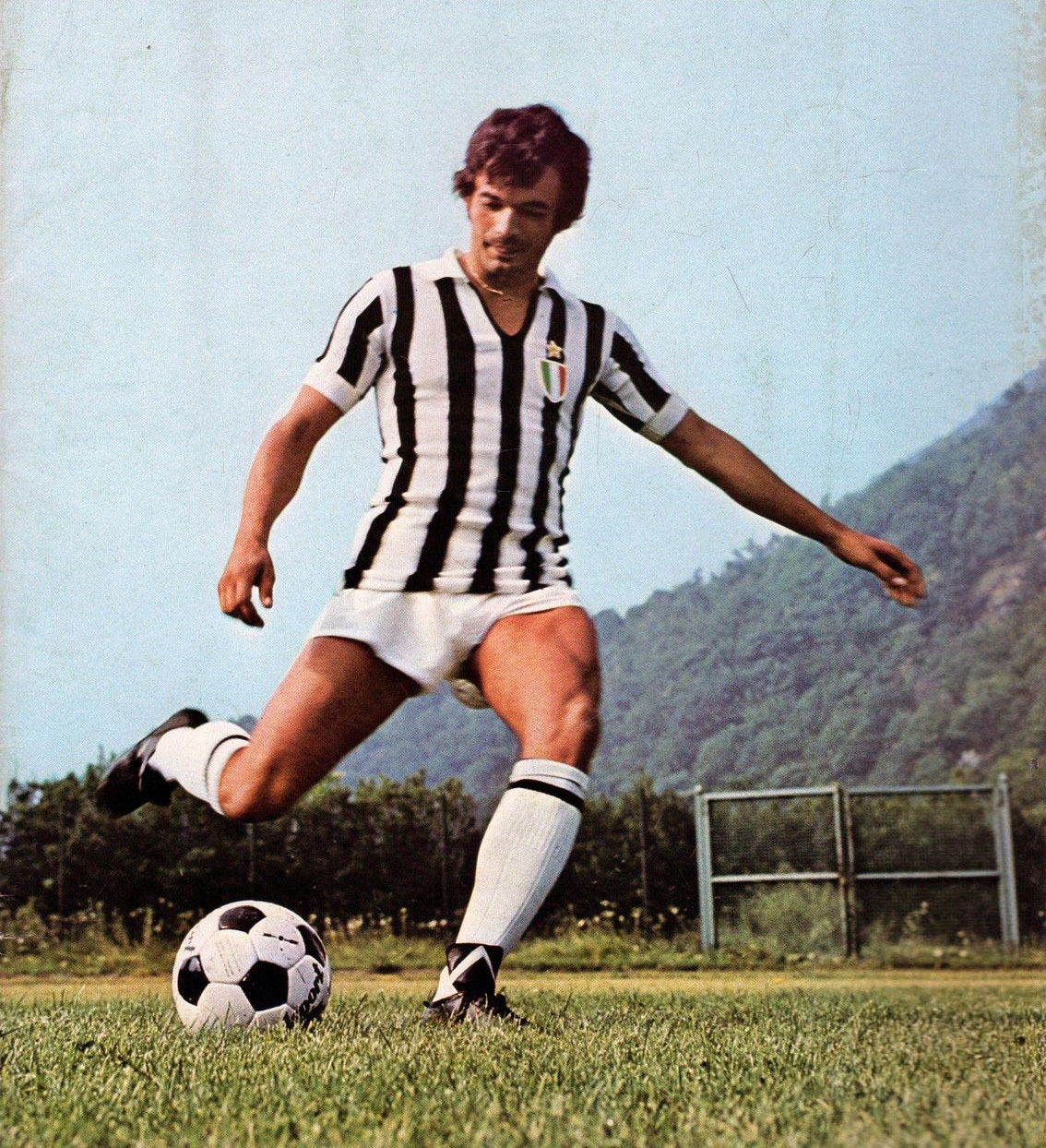
Gori alla Juventus nel 1975

Nell'estate 1975 passò alla Juventus. Giocò buona parte del primo campionato, agli ordini di Carlo Parola, mentre nel secondo, sotto la guida di Giovanni Trapattoni, finì ai margini totalizzando appena 7 presenze, ritrovandosi spiazzato dai dettami tattici introdotti dal nuovo allenatore bianconero, causa un gioco più fisico e dinamico che poco si sposava con la tecnica di Gori: queste apparizioni gli permisero comunque di fregiarsi del quarto scudetto personale in tre squadre differenti, oltre alle 3 maturate nell'altrettanto vittorioso cammino in Coppa UEFA.
Passato nel 1977 al Verona, chiuse al termine di quella stagione la sua avventura in massima categoria, scendendo in Serie C2 nelle file del Sant'Angelo dove siglò 5 reti in 26 gare, contribuendo alla promozione del club rossonero in Serie C1.
Totalizzò complessivamente 293 presenze e 62 reti in Serie A.

#### Nazionale
Dopo aver vestito per 5 volte la maglia della nazionale B, grazie all'annata dello scudetto cagliaritano venne convocato, assieme ad altri cinque compagni di squadra rossoblù (Enrico Albertosi, Angelo Domenghini, Gigi Riva, Comunardo Niccolai e Pierluigi Cera), in nazionale maggiore per il campionato del mondo 1970 in Messico. Rimasto in panchina nella fase a gironi, fece l'esordio assoluto nella gara contro i padroni di casa nei quarti di finale, subentrando a Domenghini all'84'. Non venne schierato né nella storica semifinale contro la Germania Ovest né in finale contro il Brasile, che valse agli azzurri l'argento iridato.
Venne ancora convocato nella prima finestra post-mondiale: giocò da titolare l'amichevole contro la Svizzera e poi subentrò al 76' nell'incontro valido per le qualificazioni al campionato d'Europa 1972 con l'Austria, rimasta ultima sua apparizione in maglia azzurra.

### Dopo il ritiro
A fine carriera svolse anche il ruolo di opinionista sportivo. Il Cagliari lo inserì nel 2013 nella sua hall of fame.
È scomparso il 5 aprile 2023 all'età di 77 anni.

## Statistiche

### Cronologia presenze e reti in nazionale
| Cronologia completa delle presenze e delle reti in nazionale ― Italia | Cronologia completa delle presenze e delle reti in nazionale ― Italia | Cronologia completa delle presenze e delle reti in nazionale ― Italia | Cronologia completa delle presenze e delle reti in nazionale ― Italia | Cronologia completa delle presenze e delle reti in nazionale ― Italia | Cronologia completa delle presenze e delle reti in nazionale ― Italia | Cronologia completa delle presenze e delle reti in nazionale ― Italia | Cronologia completa delle presenze e delle reti in nazionale ― Italia |
| Data                                                                  | Città                                                                 | In casa                                                               | Risultato                                                             | Ospiti                                                                | Competizione                                                          | Reti                                                                  | Note                                                                  |
| --------------------------------------------------------------------- | --------------------------------------------------------------------- | --------------------------------------------------------------------- | --------------------------------------------------------------------- | --------------------------------------------------------------------- | --------------------------------------------------------------------- | --------------------------------------------------------------------- | --------------------------------------------------------------------- |
| 14-6-1970                                                             | Toluca                                                                | Italia                                                                | 4 – 1                                                                 | Messico                                                               | Mondiali 1970 - Quarti di finale                                      | -                                                                     | 84’                                                                   |
| 17-10-1970                                                            | Berna                                                                 | Svizzera                                                              | 1 – 1                                                                 | Italia                                                                | Amichevole                                                            | -                                                                     |                                                                       |
| 31-10-1970                                                            | Vienna                                                                | Austria                                                               | 1 – 2                                                                 | Italia                                                                | Qual. Euro 1972                                                       | -                                                                     | 76’                                                                   |
| Totale                                                                |                                                                       | Presenze                                                              | 3                                                                     |                                                                       | Reti                                                                  | 0                                                                     |                                                                       |

## Palmarès

### Club

#### Competizioni nazionali
- Campionato italiano: 4

Inter: 1964-1965, 1965-1966
Cagliari: 1969-1970
Juventus: 1976-1977

#### Competizioni internazionali
- Coppa Intercontinentale: 2

Inter: 1964, 1965
- Coppa dei Campioni: 1

Inter: 1964-1965
- Coppa UEFA: 1

Juventus: 1976-1977